# Viâpres-le-Petit
Ne doit pas être confondu avec Viâpres-le-Grand.
Viâpres-le-Petit est une commune française, située dans le département de l'Aube en région Grand Est.

## Géographie
| Champfleury     |                  | Herbisse                         |
| Plancy-l'Abbaye | Viâpres-le-Petit | Allibaudières Champigny-sur-Aube |
|                 | Bessy            | Pouan-les-vallées                |

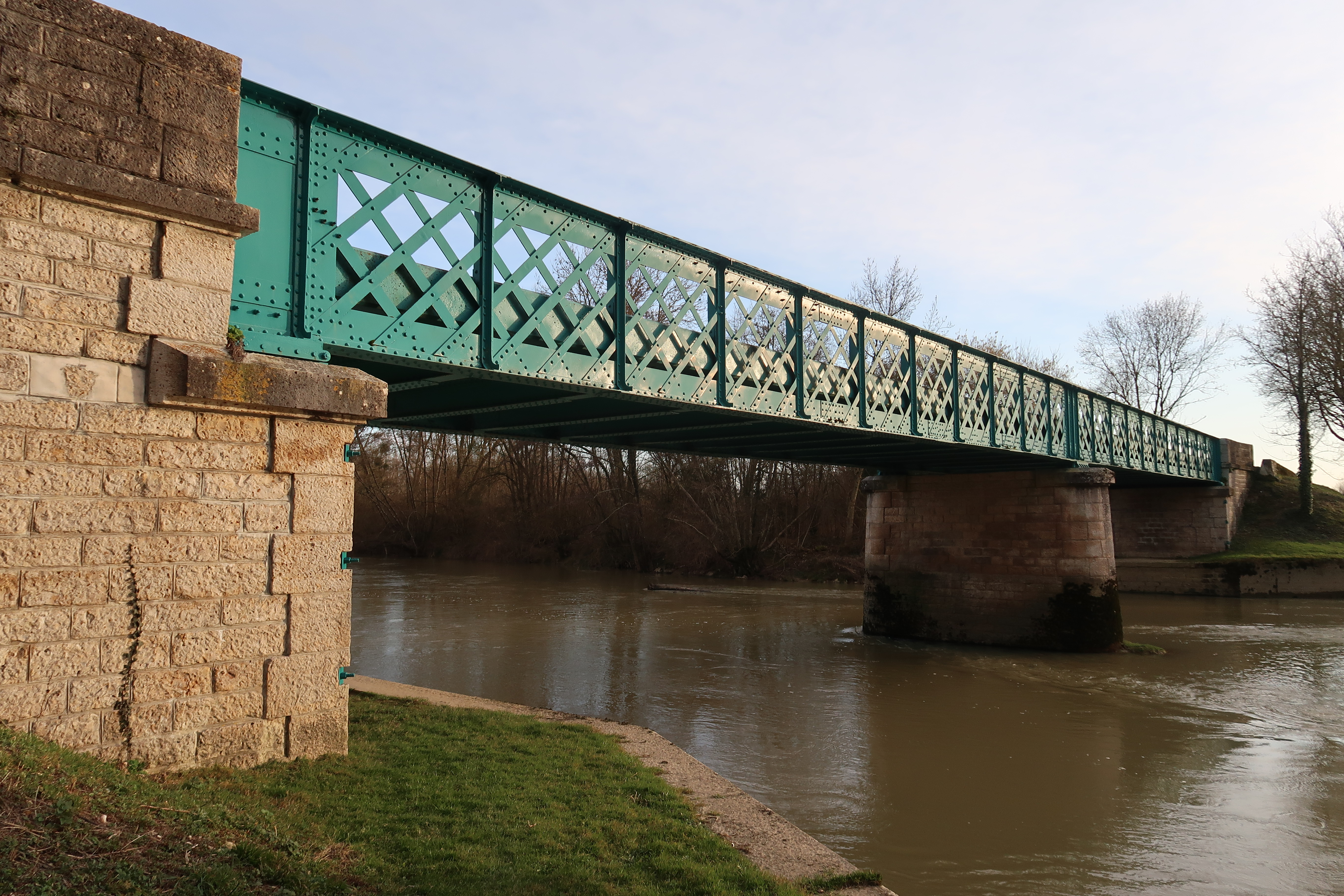
Pont sur l'Aube

Cette commune est située dans le département de l'Aube en région Grand Est. Elle est traversée par l'Aube. Un pont permet de franchir cette rivière.
Le cadastre de 1810 cite les Cheminées, la Cour, la Francourt, la Grange-des-Vallées, le Moulin-à-vent et la Maison-à-Sullq comme écarts.

### Topographie

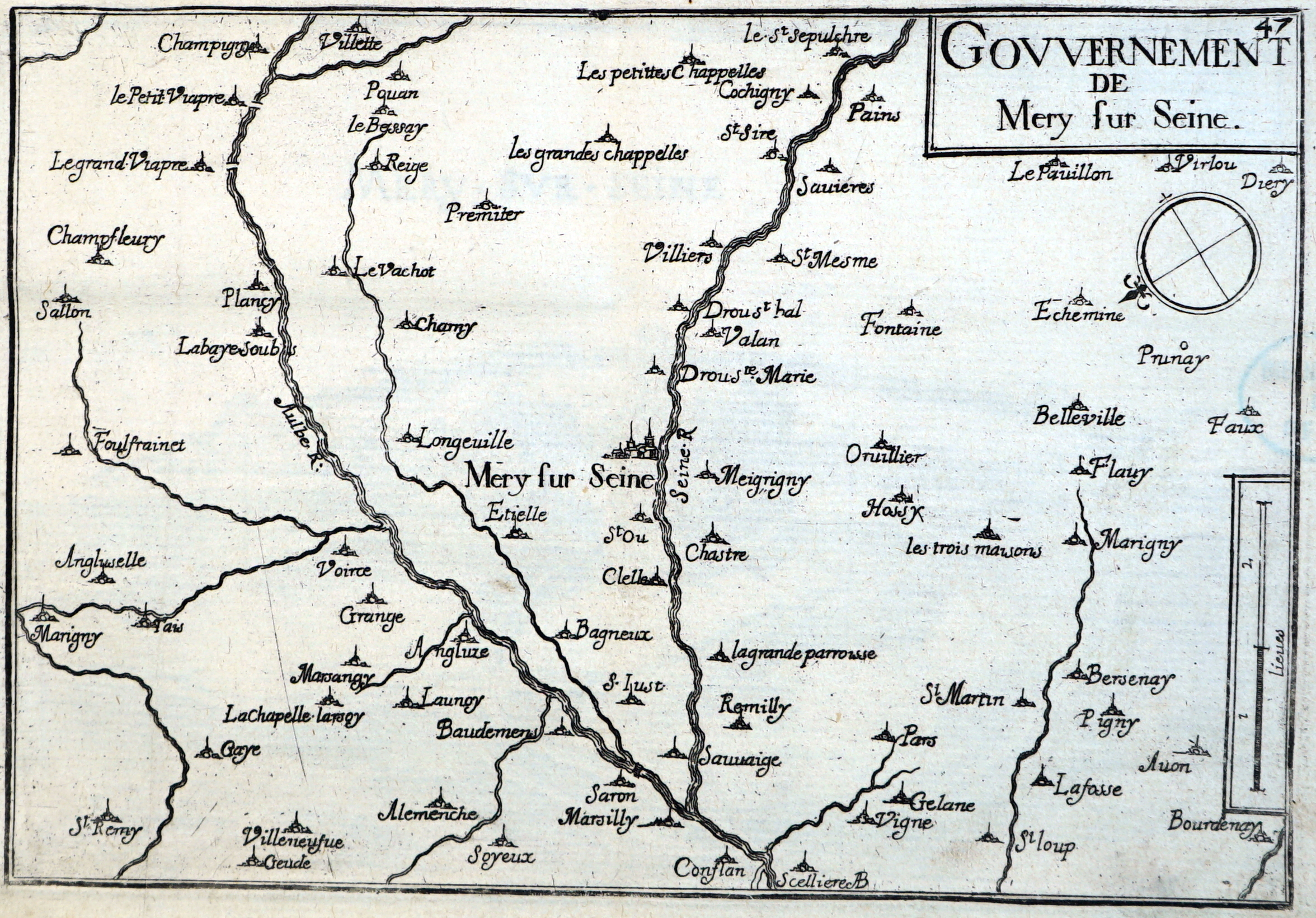
Carte d'ancien régime du gouvernement de Méry, le Petit-Viapre en haut à gauche.

Vico Aspero, Viaspera Parva.

### Hydrographie
La commune est dans la région hydrographique « la Seine de sa source au confluent de l'Oise (exclu) » au sein du bassin Seine-Normandie. Elle est drainée par l'Aube, la Barbuise et le Fossé 01 de la Fontaine Saint-Georges,.
L'Aube, d'une longueur de 249 km, prend sa source dans la commune d'Auberive et se jette  dans la Seine à Marcilly-sur-Seine, après avoir traversé 82 communes. 
La Barbuise, d'une longueur de 36 km, prend sa source dans la commune de Luyères et se jette  dans l'Aube à Charny-le-Bachot, après avoir traversé douze communes. 

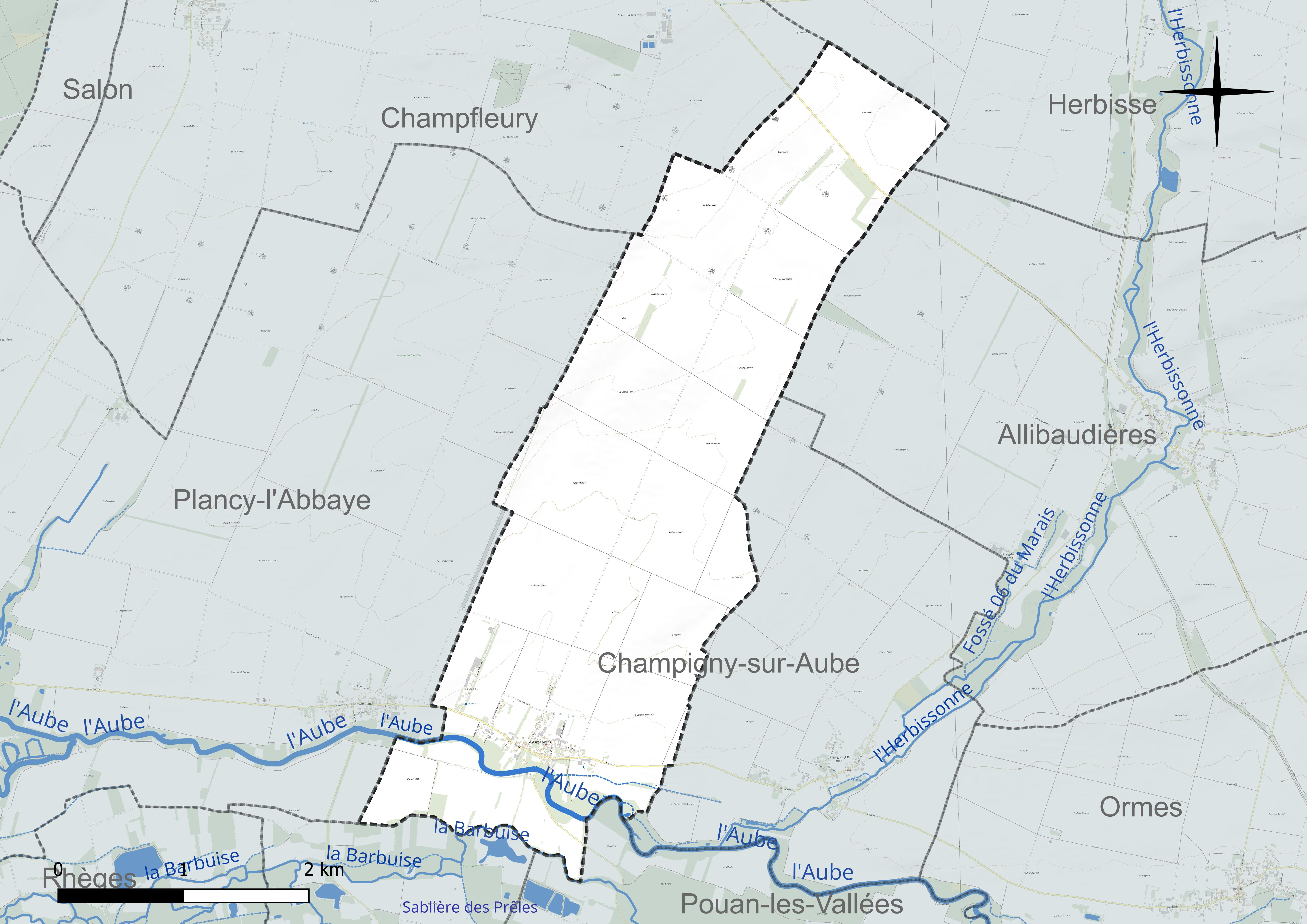
Réseau hydrographique de Viâpres-le-Petit.

### Climat
Pour des articles plus généraux, voir Climat du Grand Est et Climat de l'Aube.
En 2010, le climat de la commune est de type climat océanique dégradé des plaines du Centre et du Nord, selon une étude du Centre national de la recherche scientifique s'appuyant sur une série de données couvrant la période 1971-2000. En 2020, Météo-France publie une typologie des climats de la France métropolitaine dans laquelle la commune est exposée à un climat océanique altéré et est dans la région climatique  Nord-est du bassin Parisien, caractérisée par un ensoleillement médiocre, une pluviométrie moyenne régulièrement répartie au cours de l’année et un hiver froid (3 °C). 
Pour la période 1971-2000, la température annuelle moyenne est de 10,4 °C, avec une amplitude thermique annuelle de 15,5 °C. Le cumul annuel moyen de précipitations est de 692 mm, avec 11,6 jours de précipitations en janvier et 7,6 jours en juillet. Pour la période 1991-2020, la température moyenne annuelle observée sur la station météorologique de Météo-France la plus proche, « Dosnon », sur la commune de Dosnon à 15 km à vol d'oiseau, est de 11,0 °C et le cumul annuel moyen de précipitations est de 698,3 mm. 
La température maximale relevée sur cette station est de 41,6 °C, atteinte le 25 juillet 2019 ; la température minimale est de −25,8 °C, atteinte le 14 février 1956,,. 
Les paramètres climatiques de la commune ont été estimés pour le milieu du siècle (2041-2070) selon différents scénarios d'émission de gaz à effet de serre à partir des nouvelles projections climatiques de référence DRIAS-2020. Ils sont consultables sur un site dédié publié par Météo-France en novembre 2022.

## Urbanisme

### Typologie
Au 1er janvier 2024, Viâpres-le-Petit est catégorisée commune rurale à habitat dispersé, selon la nouvelle grille communale de densité à 7 niveaux définie par l'Insee en 2022.
Elle est située hors unité urbaine. Par ailleurs la commune fait partie de l'aire d'attraction de Troyes, dont elle est une commune de la couronne,. Cette aire, qui regroupe 209 communes, est catégorisée dans les aires de 200 000 à moins de 700 000 habitants,.

### Occupation des sols
L'occupation des sols de la commune, telle qu'elle ressort de la base de données européenne d’occupation biophysique des sols Corine Land Cover (CLC), est marquée par l'importance des territoires agricoles (94,5 % en 2018), une proportion identique à celle de 1990 (94,5 %). La répartition détaillée en 2018 est la suivante : 
terres arables (94,5 %), forêts (3,3 %), zones urbanisées (2,2 %). L'évolution de l’occupation des sols de la commune et de ses infrastructures peut être observée sur les différentes représentations cartographiques du territoire : la carte de Cassini (XVIIIe siècle), la carte d'état-major (1820-1866) et les cartes ou photos aériennes de l'IGN pour la période actuelle (1950 à aujourd'hui).

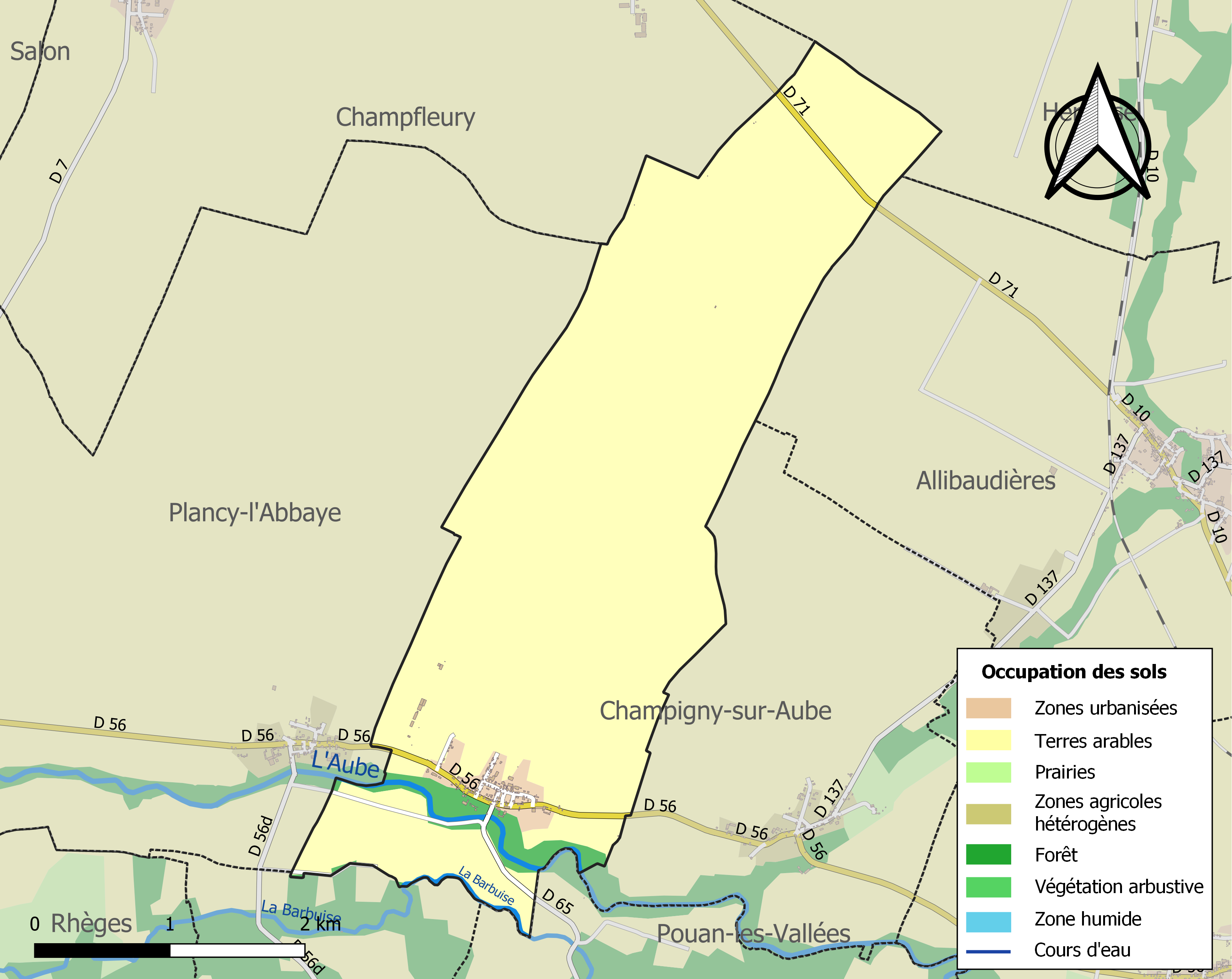
Carte des infrastructures et de l'occupation des sols de la commune en 2018 (CLC).

## Histoire

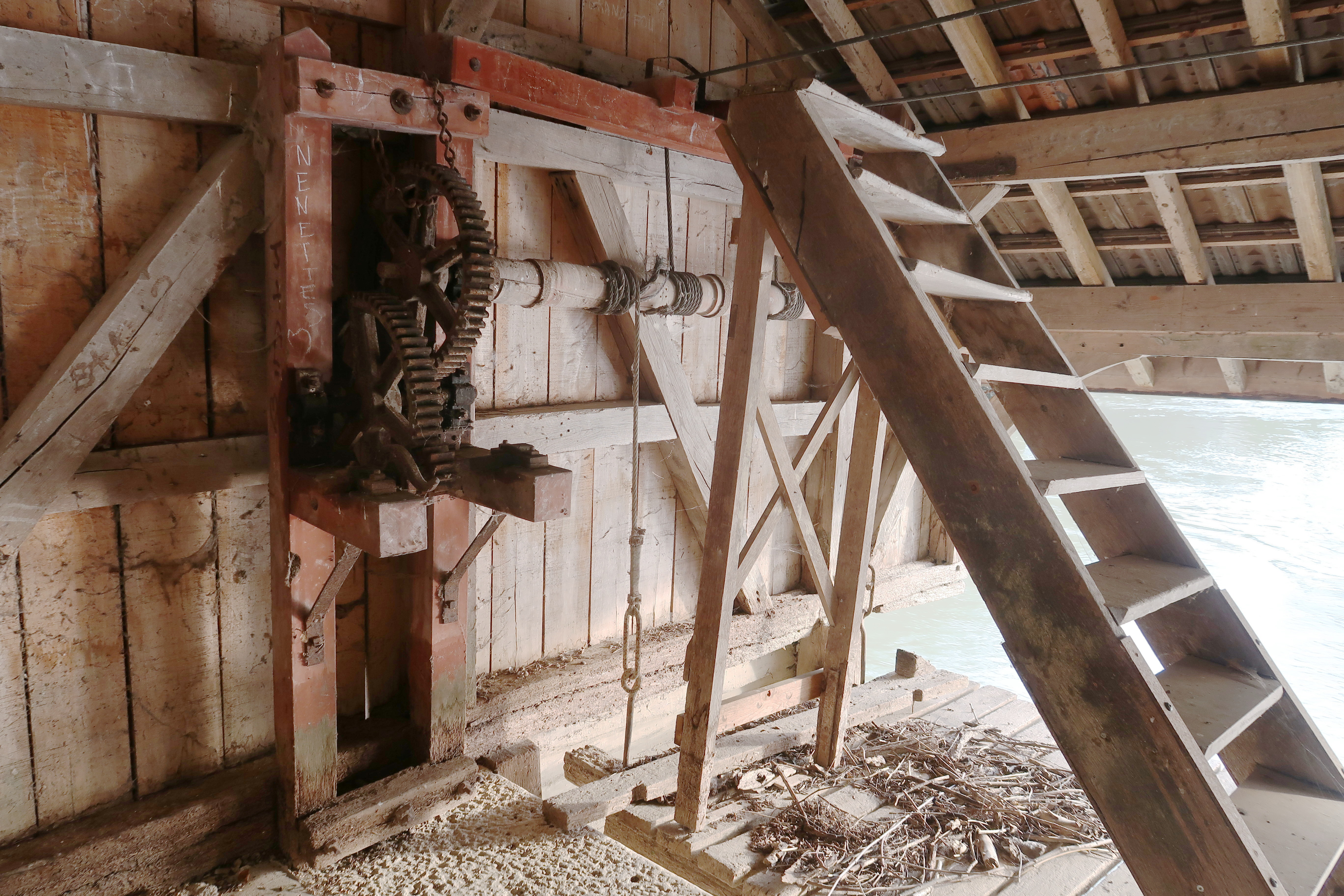
Lavoir sur l'Aube : mécanisme permettant d'ajuster la hauteur du plancher

La première mention est de 753 où Chelembert donnait l'oratoire de Vico Aspero du pagus de Arciacensis.
En 1789, le village dépendait de l'intendance de la généralité de Châlons-sur-Marne, de l'élection de Troyes et du bailliage de Sézanne.

## Politique et administration
| Période                                  | Période  | Identité        | Étiquette | Qualité   |
| ---------------------------------------- | -------- | --------------- | --------- | --------- |
| mars 2001                                | 2014     | Jacky Gombault  |           |           |
| mars 2014                                | En cours | Delphine Carnet | DVG       | Ingénieur |
| Les données manquantes sont à compléter. |          |                 |           |           |

## Démographie

### Évolution démographique
L'évolution du nombre d'habitants est connue à travers les recensements de la population effectués dans la commune depuis 1793. Pour les communes de moins de 10 000 habitants, une enquête de recensement portant sur toute la population est réalisée tous les cinq ans, les populations de référence des années intermédiaires étant quant à elles estimées par interpolation ou extrapolation. Pour la commune, le premier recensement exhaustif entrant dans le cadre du nouveau dispositif a été réalisé en 2008.

En 2022, la commune comptait 127 habitants, en évolution de +4,96 % par rapport à 2016 (Aube : +0,7 %, France hors Mayotte : +2,11 %).
| 1793 | 1800 | 1806 | 1821 | 1831 | 1836 | 1841 | 1846 | 1851 |
| ---- | ---- | ---- | ---- | ---- | ---- | ---- | ---- | ---- |
| 197  | 209  | 234  | 242  | 250  | 242  | 248  | 250  | 253  |

| 1856 | 1861 | 1866 | 1872 | 1876 | 1881 | 1886 | 1891 | 1896 |
| ---- | ---- | ---- | ---- | ---- | ---- | ---- | ---- | ---- |
| 240  | 245  | 212  | 212  | 204  | 211  | 196  | 168  | 170  |

| 1901 | 1906 | 1911 | 1921 | 1926 | 1931 | 1936 | 1946 | 1954 |
| ---- | ---- | ---- | ---- | ---- | ---- | ---- | ---- | ---- |
| 159  | 163  | 163  | 166  | 159  | 148  | 144  | 121  | 136  |

| 1962 | 1968 | 1975 | 1982 | 1990 | 1999 | 2006 | 2008 | 2013 |
| ---- | ---- | ---- | ---- | ---- | ---- | ---- | ---- | ---- |
| 111  | 95   | 106  | 96   | 93   | 107  | 121  | 125  | 115  |

| 2018 | 2022 | - | - | - | - | - | - | - |
| ---- | ---- | - | - | - | - | - | - | - |
| 130  | 127  | - | - | - | - | - | - | - |

### Pyramide des âges
La population de la commune est relativement jeune.
En 2018, le taux de personnes d'un âge inférieur à 30 ans s'élève à 37,7 %, soit au-dessus de la moyenne départementale (35,2 %). À l'inverse, le taux de personnes d'âge supérieur à 60 ans est de 23,8 % la même année, alors qu'il est de 27,7 % au niveau départemental.
En 2018, la commune comptait 69 hommes pour 61 femmes, soit un taux de 53,08 % d'hommes, largement supérieur au taux départemental (48,59 %).
Les pyramides des âges de la commune et du département s'établissent comme suit.
| Hommes | Classe d’âge | Femmes |
| ------ | ------------ | ------ |
| 0,0    | 90 ou +      | 0,0    |
| 7,2    | 75-89 ans    | 13,1   |
| 13,0   | 60-74 ans    | 14,8   |
| 14,5   | 45-59 ans    | 18,0   |
| 24,6   | 30-44 ans    | 19,7   |
| 14,5   | 15-29 ans    | 9,8    |
| 26,1   | 0-14 ans     | 24,6   |

| Hommes | Classe d’âge | Femmes |
| ------ | ------------ | ------ |
| 0,8    | 90 ou +      | 2,1    |
| 7,4    | 75-89 ans    | 10,2   |
| 17,4   | 60-74 ans    | 18,4   |
| 19,4   | 45-59 ans    | 19     |
| 17,8   | 30-44 ans    | 17,3   |
| 18,3   | 15-29 ans    | 15,9   |
| 19     | 0-14 ans     | 17,1   |

## Lieux et monuments

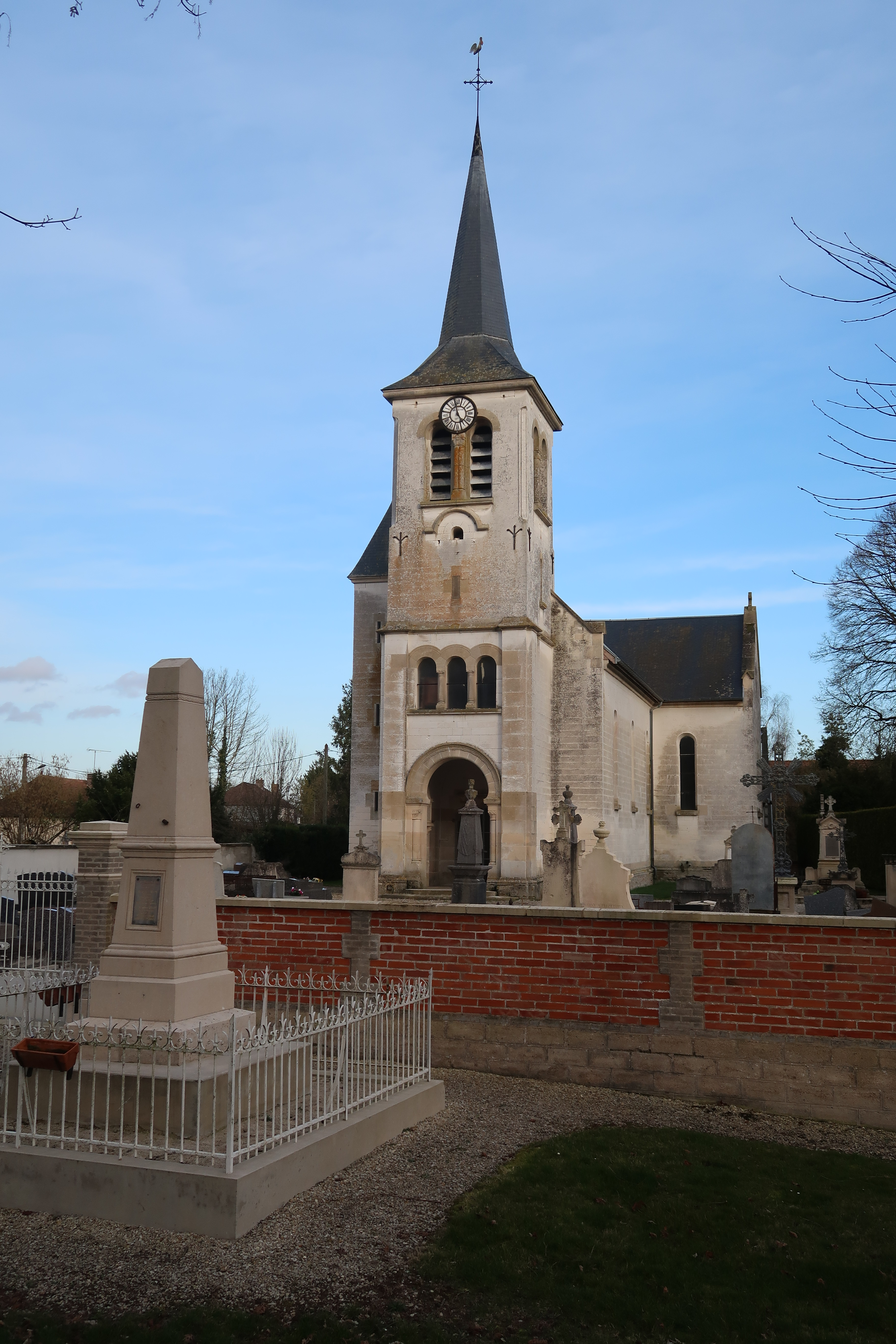
L'église et le monument aux morts

L'église Saint-Denis de Viâpres-le-Petit dépendait du doyenné d'Arcis et à la mense abbatiale de Montier-la-Celle puis à la collation de l'évêque avec la suppression de celle-ci en 1770. La première mention de l'église date de 1153 dans une reconnaissance d'Annastase IV que la dîme relevait de l'abbaye de Montier. Elle datait du XIIe avec des modifications du XVIe et d'Arbois de Jubainville en donnait une description dans son Répertoire archéologique, n° 22 & 23 et était à la dédicace de Cirice. Elle fut rebâtie en 1858 sous le vocable de Saint-Denis-et-Saint-Cirice.

## Personnalités liées à la commune
- Antoine-Narcisse Thiesson, musicien, compositeur et facteur d'orgue né à Ervy le 25 août 1806. Il meurt à Viâpres-le-Petit, où il exerçait la fonction de prêtre, le 18 août 1872[24].

## Héraldique
|  | Les armes de la ville se blasonnent ainsi : D’azur au chevron d’or accompagné en chef à dextre d’un râteau levé d’argent, en chef à senestre d’une vanette du même et en pointe d’une gerbe de blé aussi d’or, au chef ondé aussi d’argent. |